# Castello di Sant’Anna
Castello di Sant’Anna ist eine Höhenburg bei Brez, einer Fraktion der italienischen Gemeinde Novella im Trentino.

## Lage
Der Bau, auch als Castello di Arsio di Sotto bekannt, wurde im oberen Nonstal am südöstlichen Rand der zwischen den Ortschaften Cloz und Arsio liegenden Hochebene auf einer bewaldeten Anhöhe dem sogenannten Doss Alto auf 715 m s.l.m. errichtet. Er liegt in abgeschiedener Lage unterhalb der Strada Statale 42 del Tonale e della Mendola und ist auf Feldwegen sowohl von Arsio als auch von Cloz erreichbar.
Der Standort ist von drei Seiten von der tief ausgewaschenen Schlucht des Torrente Novella geschützt. Lediglich die Westseite bietet keinen weiteren natürlichen Schutz. Castel Sant’Anna liegt im direkten Blickkontakt mit Castel Vasio auf der gegenüberliegenden Seite der Novella-Schlucht und kontrolliert wie Castel Vasio, den einst wichtigen unterhalb der Burg liegenden Übergang über den Novella.

## Geschichte
Die Burg wurde erstmals 1334 als castrum inferius de Artzo urkundlich erwähnt, als Heinrich II. von Tirol in Anbetracht der Verdienste der Herren von Arz einem Nikolaus von Arz die Erlaubnis erteilte, eine Burg auf dem Doss Alto zu errichten. Nach Ruffini sollte die zu errichtende landesfürstliche Burg einen Gegenpol zu der benachbarten bischöflichen Burg Vasio bilden, weshalb der Tiroler Graf die Arz mit dem Bau betrauten, die sein vollstes Vertrauen genossen. Ob auf dem Doss Alto, wie Gorfer annimmt, bereits ein Vorgängerbau in der Form eines Turmes oder sogar einer Burg bestand, ist nicht gesichert.
Nach Ausserer war der Bau von Unterarz dadurch bedingt, dass die ehemalige Stammburg der Herren von Arz, auch als Castello di Arsio Superiore oder Oberarz bezeichnet, zu klein geworden war. Gorfer geht dagegen davon aus, dass Oberarz zu dem Zeitpunkt bereits nicht mehr bewohnbar war. Nach Inama war es Nikolaus von Arz, der Heirich II. darum bat, eine neue Burg errichten zu dürfen, nachdem die alte Stammburg ganz oder in Teilen eingestürzt und nicht mehr bewohnbar war.
Für die nächsten drei Jahrhunderte war Unterarz der Stammsitz der Arz. Sie wurde im Volksmund bald nach der der Burgkapelle geweihten heiligen Anna, als Castello di Sant’Anna bezeichnet, da die Kapelle auch von der Bevölkerung von der Umgebung aufgesucht wurde. Im Zuge der zwischen 1410 und 1411 zwischen Herzog Friedrich IV. von Österreich und Heinrich VI. von Rottenburg ausgetragenen Rottenburger Fehde, wurde die Burg von den Truppen des Herzogs belagert und nach ihrer Einnahme geschleift. 1428 wurde sie auf Betreiben von Wilhelm von Arz wieder aufgebaut.
Während des Nonsberger Bauernaufstandes zu Beginn des 16. Jahrhunderts wurden in der Burg einige Aufständische eingesperrt. 1529 sah sich Max von Arz gezwungen, Arbeiten zum Erhalt der vom Verfall bedrohten Anlage durchführen zu lassen. Im gleichen Jahrhundert wurde die Fassade des Hauptgebäudes im Stile der Renaissance umgestaltet.
Bis zur Mitte des 18. Jahrhunderts das Castello di Sant’Anna von verschiedenen Familienzweigen der Arz von und zu Vasegg bewohnt. In der Folge wurde der Bau schrittweise zugunsten der unter anderem in Arsio errichteten Edelsitze aufgegeben. Nur gelegentlich wurde die Burg von den Arz von und zu Vasegg noch bewohnt, die sie sonst ihrem Gesinde und Bauern anvertrauten. Nach zwei verheerenden Bränden 1819 und 1821 verfiel die Burg langsam. Bis 1840 war sie noch teilweise bewohnt. Gegen Ende des 19. Jahrhunderts wurde die Burg als Ruine beschrieben, lediglich die Kapelle St. Anna war erhalten. In der Folge wurde das Grundstück für landwirtschaftliche Zwecke umgestaltet und die noch vorhandenen Gebäudeteile von einem Bauernhof vereinnahmt. In den 1960er Jahren verkaufte Graf Roderich Arz von Vasegg die Anlage an die damalige Pächterfamilie Panizza. Die Burg ist heute in Privatbesitz und kann nicht besichtigt werden.

## Beschreibung
Nach den Zerstörungen und den baulichen Veränderungen, denen die Burg insbesondere ab dem 19. Jahrhundert ausgesetzt war, sind die Strukturen der ursprünglichen Anlage nur noch schwer auszumachen. In Teilen vorhanden ist noch die bis zu 1 m starke Burgmauer, die eine Fläche von 1830 m² umschließt. Der Zugang zur Burg befindet sich an der Nordostseite. Vom ehemaligen Burgtor ist nur noch der Rundbogen erhalten. Der anschließende grob gepflasterte Zugangsweg führt steil auf die Kuppe des Burghügels hinauf und endet auf dem Innenhof an dem das Hauptgebäude liegt.
Das zweistöckige Hauptgebäude besteht aus zwei angrenzenden Baukörpern. Der ältere an der Südseite gelegene Teil entspricht nach Ruffini dem teilweise abgetragenen alten Wohnpalast und dem Bergfried. Der Bau wurde an seiner Westseite in der Folgezeit erweitert. Er bedeckt eine Fläche von 300 m² und die Mauern weisen eine Stärke von bis zu 1,5 m auf. Das Gebäude bestand ursprünglich aus drei oder sogar vier Stockwerken. Die Fassade ist mit einem Biforienfenster geschmückt, dass, wie das darunter liegende Eingangsportal mit dem Wappen der Arz, der Renaissancezeit zugeordnet werden kann. An der nordöstlichen Ecke befand sich der nach alten Zeichnungen mit Zinnen bekrönte Bergfried, der den Zugang schützte. Er wurde 1821 soweit abgetragen, dass er nun auf einer Höhe mit dem Wohnpalast liegt und als solcher sich nicht weiter vom übrigen Bau unterscheidet.
Südlich des Hauptgebäudes befinden sich die Ruinen von einigen nicht näher bestimmbaren Gebäuden sowie die Reste der Burgmauer, die von zwei bis auf die Grundmauern abgetragenen halbrunden Wehrtürmen geschützt war. An den Resten einer nur spärlich vorhandenen äußeren Burgmauer, die sich von nordwestlicher in südöstlicher Richtung erstreckt, ist noch eine Bogenscharte erhalten. Der gesamte Bereich ist dem Verfall preisgegeben und grenzt unmittelbar an landwirtschaftlich genutzte Flächen.
An der Nordseite liegt getrennt vom Hauptgebäude und an die nordwestliche Burgmauer angelehnt die Burgkapelle. Sie ist in ihrer ursprünglichen Form erhalten und war in die Verteidigungsanlagen der Burg integriert. Davon zeugen nicht nur die bis 1,3 m starken Mauern des Baues, sondern auch eine Schießscharte an der Nordwestseite. Der niedrige Eingang zur Kapelle befindet sich an der Südostseite. Die Kapelle wurde letztmals in den 1890er Jahren restauriert und birgt einen Tragaltar mit einer Pala von Franz Sebald Unterberger, die die heilige Anna zeigt. An den Innenwänden sind die Stammwappen von verschiedenen Geschlechtern abgebildet, mit denen die Arz von Vasegg verwandtschaftliche Beziehungen besaßen. Die Kapelle war in der Vergangenheit Ziel von Wallfahrten, wovon die im kleinen Innenraum aufbewahrten Exvoto aus dem 18. Jahrhundert erinnern.

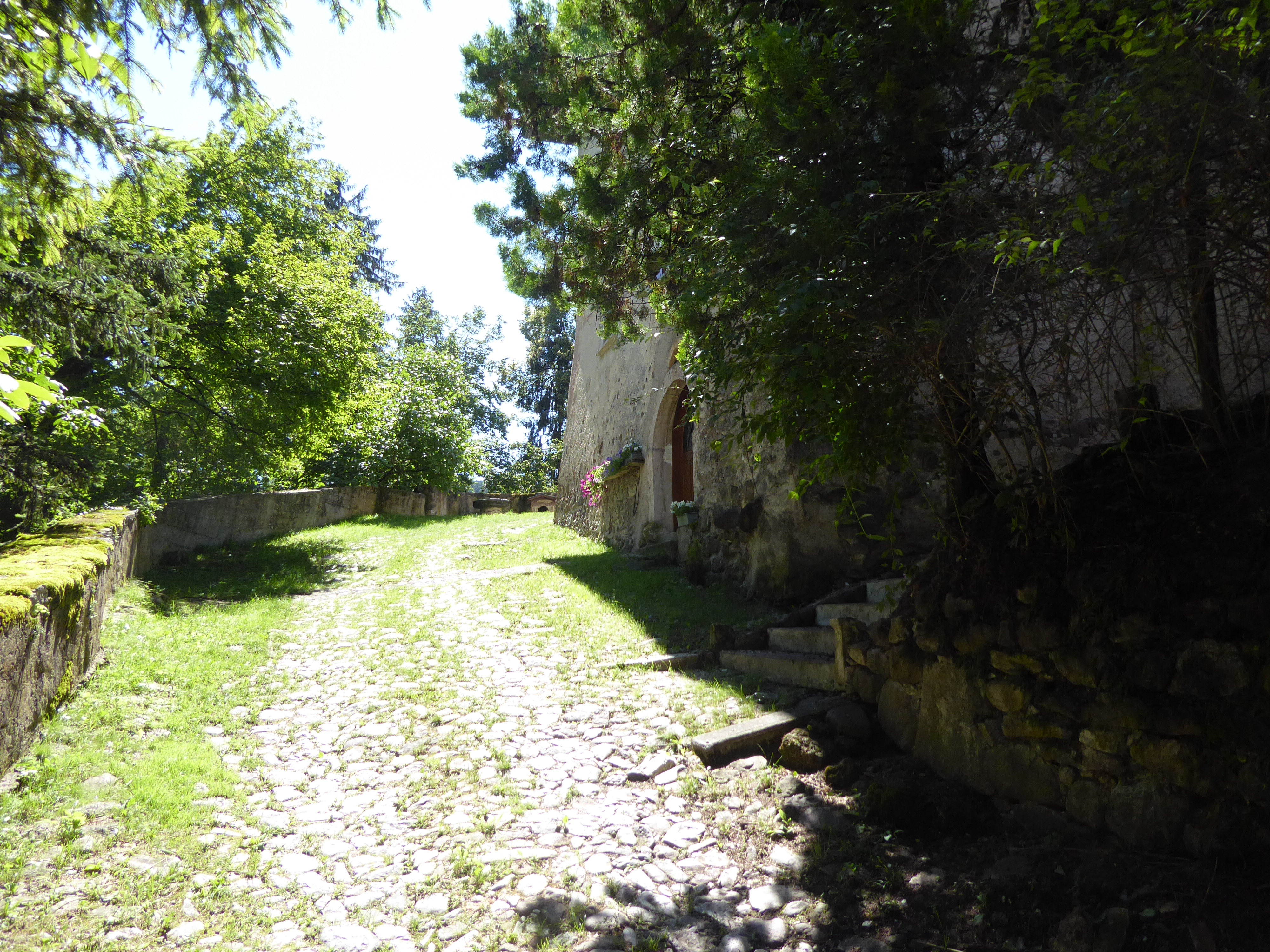
Zugangsweg zum Innenhof mit der Ostseite des Hauptgebäudes
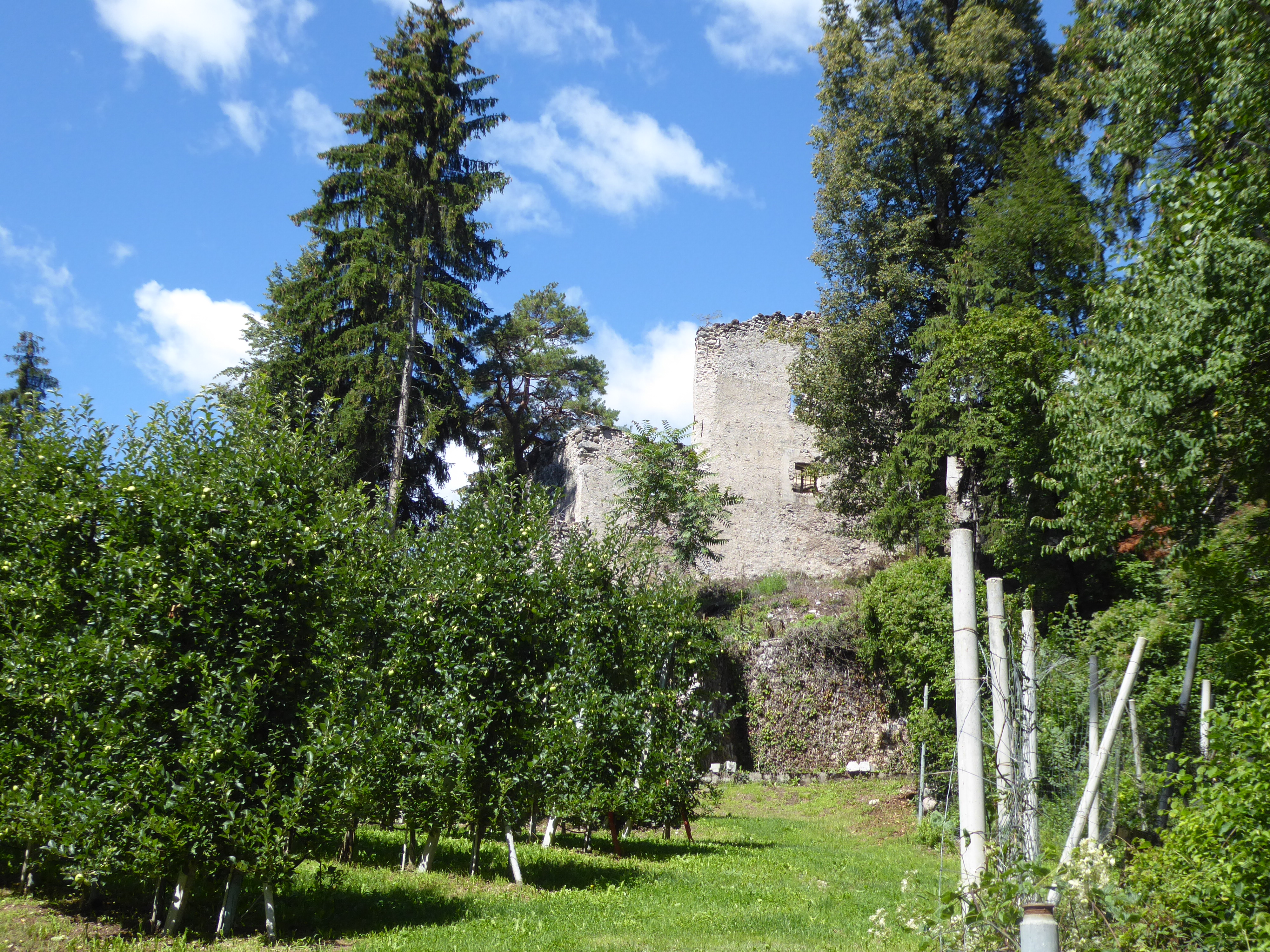
Reste der Burgmauern und Gebäuderuinen an der Südseite
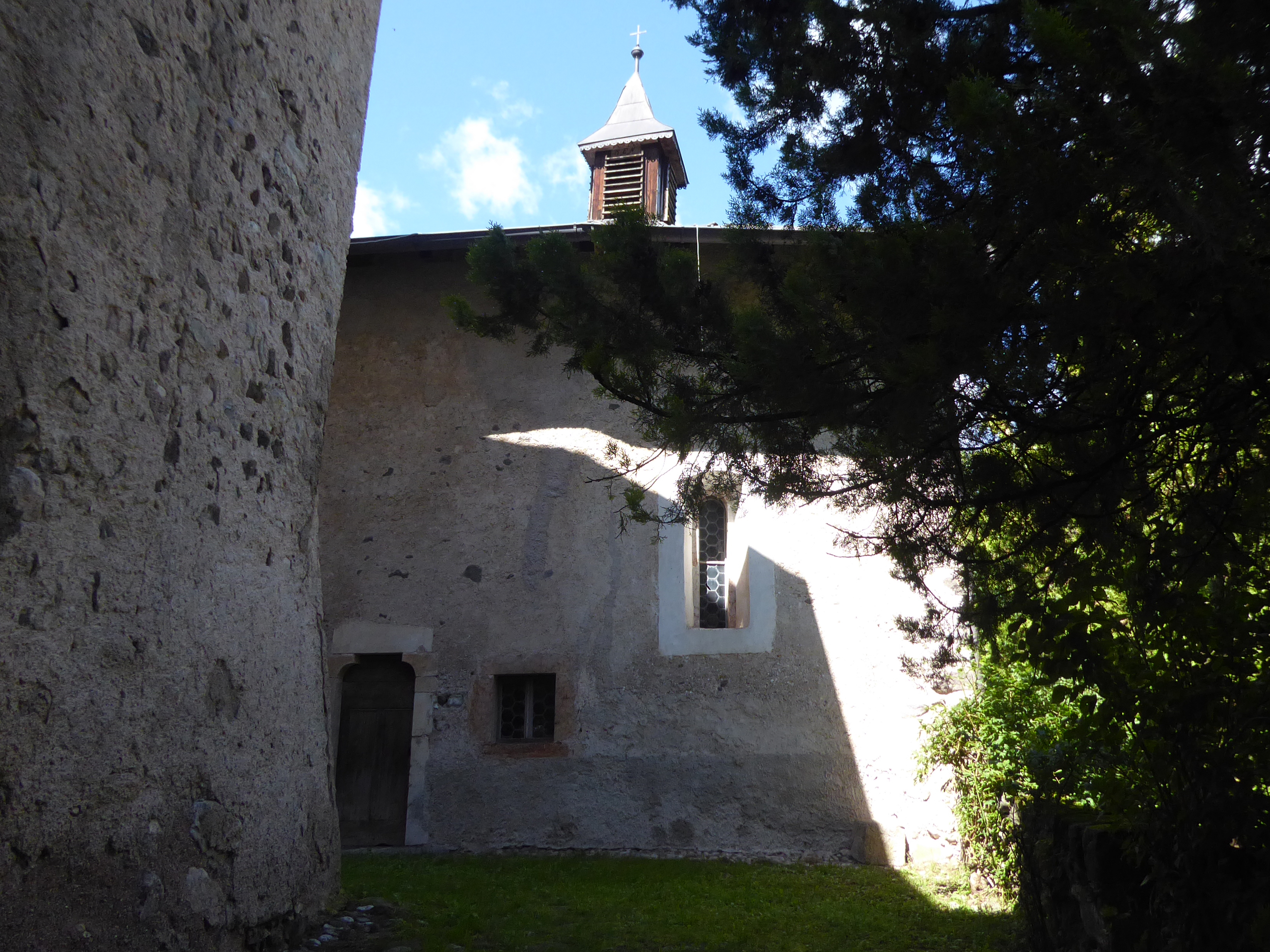
Eingang zur Burgkapelle Sant’Anna
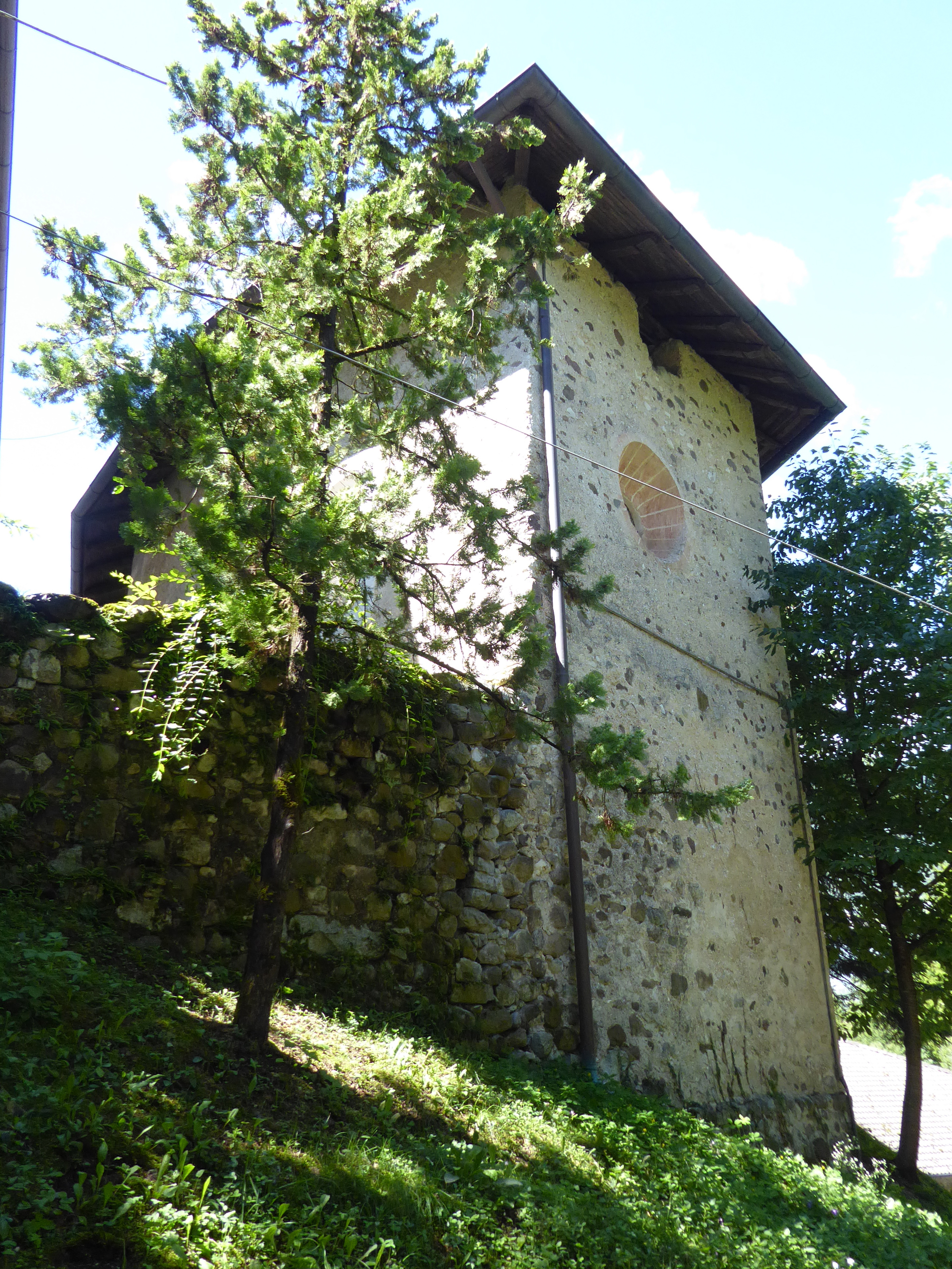
Ostseite der Burgkapelle